# Olympische Sommerspiele 2016/Boxen
Bei den XXXI. Olympischen Sommerspielen 2016 in Rio de Janeiro fanden 13 Wettbewerbe im Boxen statt, drei bei den Frauen und zehn bei den Männern. Austragungsort war das Messezentrum Riocentro im Stadtteil Barra da Tijuca.
Die AIBA beschloss auf ihrer Sitzung am 23. März 2013 neue Qualifikationskriterien für die Olympischen Spiele. Sie integrierte so die semi-professionelle World Series of Boxing und die verbandseigene Profiabteilung APB in die Olympiaqualifikation. Damit nahmen erstmals bei Olympischen Spielen auch Profis an den Boxwettkämpfen teil. Gleichzeitig wurde erstmals seit 1984 wieder ohne Kopfschutz gekämpft. Ebenfalls führte man auch das aus dem Profibereich bekannte Ten-Must-System zur Siegerermittlung ein.

## Bilanz

### Medaillenspiegel
| Platz | Land               | Gold | Silber | Bronze | Gesamt |
| ----- | ------------------ | ---- | ------ | ------ | ------ |
| 1     | Usbekistan         | 3    | 2      | 2      | 7      |
| 2     | Kuba               | 3    | –      | 3      | 6      |
| 3     | Frankreich         | 2    | 2      | 2      | 6      |
| 4     | Kasachstan         | 1    | 2      | 2      | 5      |
| 5     | Großbritannien     | 1    | 1      | 1      | 3      |
| 5     | Vereinigte Staaten | 1    | 1      | 1      | 3      |
| 7     | Russland           | 1    | –      | 3      | 4      |
| 8     | Brasilien          | 1    | –      | –      | 1      |
| 9     | China              | –    | 1      | 3      | 4      |
| 10    | Aserbaidschan      | –    | 1      | 1      | 2      |
| 10    | Kolumbien          | –    | 1      | 1      | 2      |
| 12    | Niederlande        | –    | 1      | –      | 1      |
| 12    | Venezuela          | –    | 1      | –      | 1      |
| 13    | Deutschland        | –    | –      | 1      | 1      |
| 13    | Finnland           | –    | –      | 1      | 1      |
| 13    | Kroatien           | –    | –      | 1      | 1      |
| 13    | Marokko            | –    | –      | 1      | 1      |
| 13    | Mexiko             | –    | –      | 1      | 1      |
| 13    | Mongolei           | –    | –      | 1      | 1      |

### Medaillengewinner
| Konkurrenz         | Gold                   | Silber                | Bronze                                       |
| ------------------ | ---------------------- | --------------------- | -------------------------------------------- |
| Halbfliegengewicht | Hasanboy Doʻsmatov     | Yuberjen Martínez     | Joahnys Argilagos Nico Hernández             |
| Fliegengewicht     | Shahobiddin Zoirov     | Yoel Finol            | Hu Jianguan                                  |
| Bantamgewicht      | Robeisy Ramírez        | Shakur Stevenson      | Wladimir Nikitin Murodjon Ahmadaliyev        |
| Leichtgewicht      | Robson Conceição       | Sofiane Oumiha        | Lázaro Álvarez Dordschnjambuugiin Otgondalai |
| Halbweltergewicht  | Fazliddin Gʻoibnazarov | Collazo Sotomayor     | Witali Dunaizew Artem Harutiunian            |
| Weltergewicht      | Danijar Jeleussinow    | Shaxram Gʻiyosov      | Mohammed Rabii Souleymane Cissokho           |
| Mittelgewicht      | Arlen López            | Bektemir Meliqoʻziyev | Kamran Şahsuvarlı Misael Rodríguez           |
| Halbschwergewicht  | Julio César La Cruz    | Ädilbek Nijasymbetow  | Mathieu Bauderlique Joshua Buatsi            |
| Schwergewicht      | Jewgeni Tischtschenko  | Wassili Lewit         | Rustam Toʻlaganov Erislandy Savón            |
| Superschwergewicht | Tony Yoka              | Joseph Joyce          | Filip Hrgović Iwan Dytschko                  |

| Konkurrenz     | Gold             | Silber           | Bronze                              |
| -------------- | ---------------- | ---------------- | ----------------------------------- |
| Fliegengewicht | Nicola Adams     | Sarah Ourahmoune | Ren Cancan Íngrit Valencia          |
| Leichtgewicht  | Estelle Mossely  | Yin Junhua       | Mira Potkonen Anastassija Beljakowa |
| Mittelgewicht  | Claressa Shields | Nouchka Fontijn  | Dariga Schakimowa Li Qian           |

## Ergebnisse Männer

### Halbfliegengewicht (bis 49 kg)
| Platz | Land | Sportler           |
| ----- | ---- | ------------------ |
| 1     | UZB  | Hasanboy Doʻsmatov |
| 2     | COL  | Yuberjen Martínez  |
| 3     | CUB  | Joahnys Argilagos  |
| 3     | USA  | Nico Hernández     |
| 5     | KEN  | Peter Mungai Warui |
| 5     | ESP  | Samuel Carmona     |
| 5     | KAZ  | Birschan Schaqypow |
| 5     | ECU  | Carlos Quipo       |

Datum: 6. bis 14. August 2016 

22 Teilnehmer aus 22 Ländern

### Fliegengewicht (bis 52 kg)
| Platz | Land | Sportler           |
| ----- | ---- | ------------------ |
| 1     | UZB  | Shahobiddin Zoirov |
| 2     | VEN  | Yoel Finol         |
| 3     | CHN  | Hu Jianguan        |
| 5     | AZE  | Elvin Məmişzadə    |
| 5     | ALG  | Mohamed Flissi     |
| 5     | COL  | Ceiber Ávila       |
| 5     | CUB  | Yosvany Veitía     |

Datum: 13. bis 21. August 2016 

26 Teilnehmer aus 26 Ländern
Der zweitplatzierte russische Boxer Michail Alojan wurde nachträglich wegen Dopingvergehens disqualifiziert und musste seine Silbermedaille zurückgeben.

### Bantamgewicht (bis 56 kg)
| Platz | Land | Sportler                |
| ----- | ---- | ----------------------- |
| 1     | CUB  | Robeisy Ramírez         |
| 2     | USA  | Shakur Stevenson        |
| 3     | RUS  | Wladimir Nikitin        |
| 3     | UZB  | Murodjon Ahmadaliyev    |
| 5     | IRL  | Michael Conlan          |
| 5     | MGL  | Erdenebatyn Tsendbaatar |
| 5     | CHN  | Zhang Jiawei            |
| 5     | ARG  | Alberto Melián          |

Datum: 10. bis 20. August 2016 

28 Teilnehmer aus 28 Ländern

### Leichtgewicht (bis 60 kg)

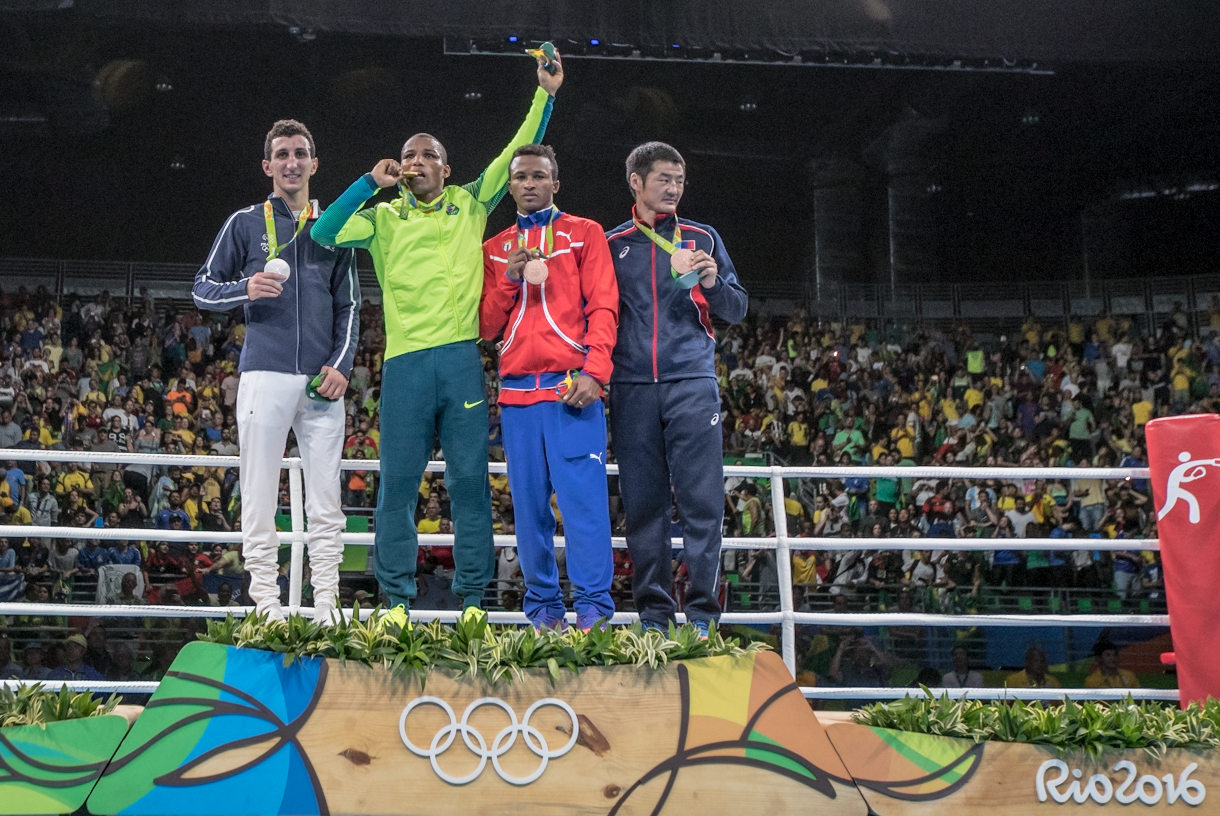
Siegerehrung

| Platz | Land | Sportler                      |
| ----- | ---- | ----------------------------- |
| 1     | BRA  | Robson Conceição              |
| 2     | FRA  | Sofiane Oumiha                |
| 3     | CUB  | Lázaro Álvarez                |
| 3     | MGL  | Dordschnjambuugiin Otgondalai |
| 5     | USA  | Carlos Balderas               |
| 5     | UZB  | Xurshid Tojiboyev             |
| 5     | ALG  | Reda Benbaziz                 |
| 5     | AZE  | Albert Selimow                |

Datum: 6. bis 16. August 2016 

28 Teilnehmer aus 28 Ländern

### Halbweltergewicht (bis 64 kg)
| Platz | Land | Sportler               |
| ----- | ---- | ---------------------- |
| 1     | UZB  | Fazliddin Gʻoibnazarov |
| 2     | AZE  | Collazo Sotomayor      |
| 3     | RUS  | Witali Dunaizew        |
| 3     | GER  | Artem Harutiunian      |
| 5     | CHN  | Hu Qianxun             |
| 5     | USA  | Gary Russell           |
| 5     | TUR  | Batuhan Gözgeç         |
| 5     | CUB  | Yasniel Toledo         |

Datum: 10. bis 21. August 2016 

28 Teilnehmer aus 28 Ländern

### Weltergewicht (bis 69 kg)
| Platz | Land | Sportler            |
| ----- | ---- | ------------------- |
| 1     | KAZ  | Danijar Jeleussinow |
| 2     | UZB  | Shaxram Gʻiyosov    |
| 3     | MAR  | Mohammed Rabii      |
| 3     | FRA  | Souleymane Cissokho |
| 5     | IRL  | Steven Donnelly     |
| 5     | CUB  | Roniel Iglesias     |
| 5     | THA  | Sailom Adi          |
| 5     | VEN  | Gabriel Maestre     |

Datum: 7. bis 17. August 2016 

28 Teilnehmer aus 28 Ländern

### Mittelgewicht (bis 75 kg)
| Platz | Land | Sportler                 |
| ----- | ---- | ------------------------ |
| 1     | CUB  | Arlen López              |
| 2     | UZB  | Bektemir Meliqoʻziyev    |
| 3     | AZE  | Kamran Şahsuvarlı        |
| 3     | MEX  | Misael Rodríguez         |
| 5     | FRA  | Christian M'Billi-Assomo |
| 5     | KAZ  | Schänibek Älimchanuly    |
| 5     | EGY  | Hosam Bakr Abdin         |
| 5     | IND  | Vikas Krishan            |

Datum: 8. bis 20. August 2016 

28 Teilnehmer aus 28 Ländern

### Halbschwergewicht (bis 81 kg)
| Platz | Land | Sportler             |
| ----- | ---- | -------------------- |
| 1     | CUB  | Julio César La Cruz  |
| 2     | KAZ  | Ädilbek Nijasymbetow |
| 3     | FRA  | Mathieu Bauderlique  |
| 3     | GBR  | Joshua Buatsi        |
| 5     | BRA  | Michel Borges        |
| 5     | ECU  | Carlos Andrés Mina   |
| 5     | ALG  | Abdelhafid Benchabla |
| 5     | AZE  | Teymur Məmmədov      |

Datum: 6. bis 18. August 2016 

26 Teilnehmer aus 26 Ländern

### Schwergewicht (bis 91 kg)
| Platz | Land | Sportler              |
| ----- | ---- | --------------------- |
| 1     | RUS  | Jewgeni Tischtschenko |
| 2     | KAZ  | Wassili Lewit         |
| 3     | UZB  | Rustam Toʻlaganov     |
| 3     | CUB  | Erislandy Savón       |
| 5     | ITA  | Clemente Russo        |
| 5     | AZE  | Abdulqədir Abdullayev |
| 5     | MRI  | Kennedy St-Pierre     |
| 5     | ARG  | Yamil Peralta         |

Datum: 6. bis 15. August 2016 

18 Teilnehmer aus 18 Ländern

### Superschwergewicht (über 91 kg)

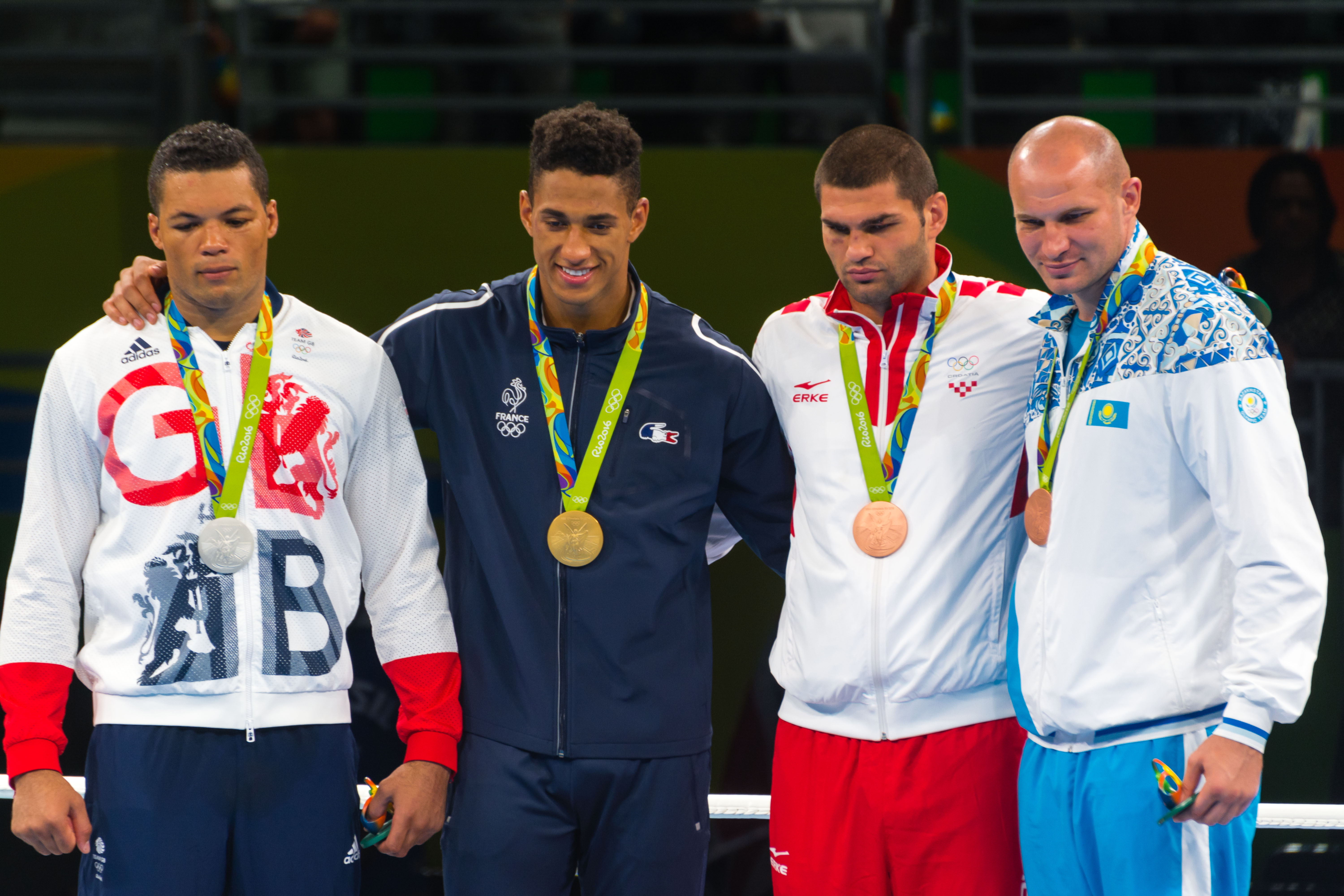
Medaillengewinner im Superschwergewicht

| Platz | Land | Sportler         |
| ----- | ---- | ---------------- |
| 1     | FRA  | Tony Yoka        |
| 2     | GBR  | Joseph Joyce     |
| 3     | CRO  | Filip Hrgović    |
| 3     | KAZ  | Iwan Dytschko    |
| 5     | JOR  | Hussein Iashaish |
| 5     | CUB  | Lenier Pero      |
| 5     | UZB  | Bahodir Jalolov  |
| 5     | NGR  | Efe Ajagba       |

Datum: 9. bis 21. August 2016 

18 Teilnehmer aus 18 Ländern

## Ergebnisse Frauen

### Fliegengewicht (bis 51 kg)
| Platz | Land | Sportlerin            |
| ----- | ---- | --------------------- |
| 1     | GBR  | Nicola Adams          |
| 2     | FRA  | Sarah Ourahmoune      |
| 3     | CHN  | Ren Cancan            |
| 3     | COL  | Íngrit Valencia       |
| 5     | CAN  | Mandy Bujold          |
| 5     | UKR  | Tetyana Kob           |
| 5     | THA  | Peamwilai Laopeam     |
| 5     | KAZ  | Schaina Schekerbekowa |

Datum: 12. bis 20. August 2016 

12 Teilnehmerinnen aus 12 Ländern

### Leichtgewicht (bis 60 kg)
| Platz | Land | Sportlerin            |
| ----- | ---- | --------------------- |
| 1     | FRA  | Estelle Mossely       |
| 2     | CHN  | Yin Junhua            |
| 3     | FIN  | Mira Potkonen         |
| 3     | RUS  | Anastassija Beljakowa |
| 5     | AZE  | Yana Alekseevna       |
| 5     | USA  | Mikaela Mayer         |
| 5     | IRL  | Katie Taylor          |
| 5     | ITA  | Irma Testa            |

Datum: 12. bis 19. August 2016 

12 Teilnehmerinnen aus 12 Ländern

### Mittelgewicht (bis 75 kg)
| Platz | Land | Sportlerin           |
| ----- | ---- | -------------------- |
| 1     | USA  | Claressa Shields     |
| 2     | NED  | Nouchka Fontijn      |
| 3     | KAZ  | Darigha Schäkimowa   |
| 3     | CHN  | Li Qian              |
| 5     | BRA  | Andreia Bandeira     |
| 5     | MAR  | Khadija El-Mardi     |
| 5     | RUS  | Jaroslawa Jakuschina |
| 5     | GBR  | Savannah Marshall    |

Datum: 14. bis 21. August 2016 

12 Teilnehmerinnen aus 12 Ländern

## Qualifikation

### Qualifikationskriterien
Es nahmen 286 Athleten an den Wettbewerben teil, darunter 36 Frauen und 250 Männer. Sechs Quotenplätze waren für das NOK des Gastgebers reserviert (5 Männer und eine Frau), 63 Quotenplätze für Kämpfer der APB und der World Series of Boxing. Zusätzlich konnte die AIBA acht Teilnehmer (5 Männer und 3 Frauen) einladen.
Frauen
| Gewichtsklasse | WM 2016 | Kontinentale Qualifikation | Kontinentale Qualifikation | Kontinentale Qualifikation | Kontinentale Qualifikation | Gastgeber | Einladung der AIBA | Gesamt |
| Gewichtsklasse | WM 2016 | Afrika                     | Amerika                    | Asien & Ozeanien           | Europa                     | Gastgeber | Einladung der AIBA | Gesamt |
| -------------- | ------- | -------------------------- | -------------------------- | -------------------------- | -------------------------- | --------- | ------------------ | ------ |
| 51 kg          | 4       | 1                          | 2                          | 2                          | 2                          | 0         | 1                  | 12     |
| 60 kg          | 4       | 1                          | 1*                         | 2                          | 2                          | 1         | 1                  | 12     |
| 75 kg          | 4       | 1                          | 2                          | 2                          | 2                          | 0         | 1                  | 12     |
| Total          | 12      | 3                          | 5*                         | 6                          | 6                          | 1         | 3                  | 36     |

* Die Anzahl der Quotenplätze für Amerika verringerte sich, da Brasilien seine Quotenplätze als Gastgeber nutzte.
Männer
| Gewichtsklasse | WSB Rangliste 2014/15 | APB Rangliste 2014/15 | WM 2015 | Kontinentale Qualifikation | Kontinentale Qualifikation | Kontinentale Qualifikation | Kontinentale Qualifikation | APB & WSB 2016 | AIBA Turnier 2016 | Gastgeber | Einladung der AIBA | Gesamt |
| Gewichtsklasse | WSB Rangliste 2014/15 | APB Rangliste 2014/15 | WM 2015 | Afrika                     | Amerika                    | Asien & Ozeanien           | Europa                     | APB & WSB 2016 | AIBA Turnier 2016 | Gastgeber | Einladung der AIBA | Gesamt |
| -------------- | --------------------- | --------------------- | ------- | -------------------------- | -------------------------- | -------------------------- | -------------------------- | -------------- | ----------------- | --------- | ------------------ | ------ |
| 49 kg          | 1                     | 2                     | 2       | 3                          | 2*                         | 3                          | 3                          | 3              | 2                 | 1         | 0                  | 22     |
| 52 kg          | 2                     | 2                     | 2       | 3                          | 2*                         | 3                          | 3                          | 3              | 5                 | 1         | 0                  | 26     |
| 56 kg          | 2                     | 2                     | 3       | 3                          | 2*                         | 3                          | 3                          | 3              | 5                 | 1         | 1                  | 28     |
| 60 kg          | 2                     | 2                     | 3       | 3                          | 3                          | 3                          | 3                          | 3              | 5                 | 0         | 1                  | 28     |
| 64 kg          | 2                     | 2                     | 3       | 3                          | 2*                         | 3                          | 3                          | 3              | 5                 | 1         | 1                  | 28     |
| 69 kg          | 2                     | 2                     | 3       | 3                          | 3                          | 3                          | 3                          | 3              | 5                 | 0         | 1                  | 28     |
| 75 kg          | 2                     | 2                     | 3       | 3                          | 3                          | 3                          | 3                          | 3              | 5                 | 0         | 1                  | 28     |
| 81 kg          | 2                     | 2                     | 2       | 3                          | 2*                         | 3                          | 3                          | 3              | 5                 | 1         | 0                  | 26     |
| 91 kg          | 1                     | 2                     | 1       | 3                          | 3                          | 3                          | 3                          | 1              | 1                 | 0         | 0                  | 18     |
| +91 kg         | 1                     | 2                     | 1       | 3                          | 3                          | 3                          | 3                          | 1              | 1                 | 0         | 0                  | 18     |
| Total          | 17                    | 20                    | 23      | 30                         | 25*                        | 30                         | 30                         | 26             | 39                | 5         | 5                  | 250    |

* Die Anzahl der Quotenplätze für Amerika verringerte sich, da Brasilien seine Quotenplätze als Gastgeber nutzte.

### Zeitplan
| Wettkampf                                       | Datum                                 | Ort               |
| ----------------------------------------------- | ------------------------------------- | ----------------- |
| AIBA Pro Boxing (APB) Weltrangliste             | 24. Oktober 2014 – 19. September 2015 | verschiedene Orte |
| World Series of Boxing (WSB) Weltrangliste      | 15. Januar – 13. Juni 2015            | verschiedene Orte |
| Weltmeisterschaften 2015                        | 5.–18. Oktober 2015                   | Doha              |
| Olympiaqualifikationsturnier (Amerika)          | 8.–20. März 2016                      | Buenos Aires      |
| Olympiaqualifikationsturnier (Afrika)           | 9.–20. März 2016                      | Yaoundé           |
| Olympiaqualifikationsturnier (Asien & Ozeanien) | 23. März – 3. April 2016              | Qian’an           |
| Olympiaqualifikationsturnier (Europa)           | 7. April – 17. April 2016             | Samsun            |
| Weltmeisterschaften der Frauen 2016             | 19.–27. Mai 2016                      | Astana            |
| AIBA-Olympiaqualifikationsturnier               | 7.–19. Juni 2016                      | Baku              |
| Olympiaqualifikationsturnier der APB & WSB      | 3.–8. Juli 2016                       | Vargas            |

### Gewonnene Quotenplätze

#### Frauen
Fliegengewicht (48 bis 51 kg)
| Wettkampf                                     | Quoten- plätze | Teilnehmer                                                            |
| --------------------------------------------- | -------------- | --------------------------------------------------------------------- |
| Weltmeisterschaften 2016                      | 4              | Sarah Ourahmoune Schaina Schekerbekowa Peamwilai Laopeam Nicola Adams |
| Olympiaqualifikationsturnier – Afrika         | 1              | Zohra Ez-Zahraoui                                                     |
| Olympiaqualifikationsturnier – Amerika        | 2              | Mandy Bujold Íngrit Valencia                                          |
| Olympiaqualifikationsturnier – Asien/Ozeanien | 2              | Ren Cancan Yodgoroy Mirzayeva                                         |
| Olympiaqualifikationsturnier – Europa         | 2              | Stanimira Petrowa Tetjana Kob                                         |
| Einladung der AIBA                            | 1              | Judith Mbougnade                                                      |
| Total                                         | 12             |                                                                       |

Leichtgewicht (57 bis 60 kg)
| Wettkampf                                     | Quoten- plätze | Teilnehmer                                                       |
| --------------------------------------------- | -------------- | ---------------------------------------------------------------- |
| Gastgeber                                     | 1              | Adriana Araújo                                                   |
| Weltmeisterschaften 2016                      | 4              | Katie Taylor Estelle Mossely Mira Potkonen Anastassija Beljakowa |
| Olympiaqualifikationsturnier – Afrika         | 1              | Hasnaa Lachgar                                                   |
| Olympiaqualifikationsturnier – Amerika        | 1              | Mikaela Mayer                                                    |
| Olympiaqualifikationsturnier – Asien/Ozeanien | 2              | Yin Junhua Shelley Watts                                         |
| Olympiaqualifikationsturnier – Europa         | 2              | Yana Alekseevna Irma Testa                                       |
| Einladung der AIBA                            | 1              | Jennifer Chieng                                                  |
| Total                                         | 12             |                                                                  |

Mittelgewicht (69 bis 75 kg)
| Wettkampf                                     | Quoten- plätze | Teilnehmer                                                        |
| --------------------------------------------- | -------------- | ----------------------------------------------------------------- |
| Weltmeisterschaften 2016                      | 4              | Claressa Shields Chen Nien-chin Savannah Marshall Nouchka Fontijn |
| Olympiaqualifikationsturnier – Afrika         | 1              | Khadija El-Mardi                                                  |
| Olympiaqualifikationsturnier – Amerika        | 2              | Ariane Fortin Andreia Bandeira                                    |
| Olympiaqualifikationsturnier – Asien/Ozeanien | 2              | Li Qian Dariga Schakimowa                                         |
| Olympiaqualifikationsturnier – Europa         | 2              | Anna Laurell Jaroslawa Jakuschina                                 |
| Einladung der AIBA                            | 1              | Atheyna Bylon                                                     |
| Total                                         | 12             |                                                                   |

#### Männer
Halbfliegengewicht (bis 49 kg)
| Wettkampf                                     | Quoten- plätze | Teilnehmer                                             |
| --------------------------------------------- | -------------- | ------------------------------------------------------ |
| Gastgeber                                     | 1              | Patrick Lourenço                                       |
| World Series of Boxing Rangliste 2014/15      | 1              | Paddy Barnes                                           |
| APB Rangliste 2014/15                         | 2              | Lü Bin Birschan Schaqypow                              |
| Weltmeisterschaften 2015                      | 2              | Joahnys Argilagos Wassili Jegorow                      |
| Olympiaqualifikationsturnier – Afrika         | 3              | Simplice Fotsala Mathias Hamunyela Peter Mungai Warui  |
| Olympiaqualifikationsturnier – Amerika        | 2              | Yuberjen Martínez Nico Hernández                       |
| Olympiaqualifikationsturnier – Asien/Ozeanien | 3              | Rogen Ladon Hasanboy Doʻsmatov Ganchujagiin Gan-Erdene |
| Olympiaqualifikationsturnier – Europa         | 3              | Artur Howhannisjan Galal Yafai Manuel Cappai           |
| APB- & WSB-Qualifikation 2016                 | 3              | Carlos Quipo Joselito Velásquez Rufat Huseynov         |
| AIBA-Qualifikationsturnier 2016               | 2              | Samuel Carmona Leandro Blanc                           |
| Total                                         | 22             |                                                        |

Fliegengewicht (bis 52 kg)
| Wettkampf                                     | Quoten- plätze | Teilnehmer                                                                  |
| --------------------------------------------- | -------------- | --------------------------------------------------------------------------- |
| Gastgeber                                     | 1              | Julião Henriques                                                            |
| World Series of Boxing Rangliste 2014/15      | 2              | Jeyvier Cintrón Achraf Kharroubi                                            |
| APB Rangliste 2014/15                         | 2              | Michail Alojan Elías Emigdio                                                |
| Weltmeisterschaften 2015                      | 2              | Elvin Məmişzadə Yosvany Veitía                                              |
| Olympiaqualifikationsturnier – Afrika         | 3              | Mohamed Flissi Ronald Serugo Moroke Mokhotho                                |
| Olympiaqualifikationsturnier – Amerika        | 2              | Fernando Martínez Leonel de los Santos                                      |
| Olympiaqualifikationsturnier – Asien/Ozeanien | 3              | Hu Jianguan Shahobiddin Zoirov Olzhas Sattibayev                            |
| Olympiaqualifikationsturnier – Europa         | 3              | Muhammad Ali Narek Abgarjan Brendan Irvine                                  |
| APB- & WSB-Qualifikation 2016                 | 3              | Yoel Finol Hamza Touba Ceiber Ávila                                         |
| AIBA-Qualifikationsturnier 2016               | 5              | Selçuk Eker Daniel Assenow Antonio Vargas Charchüügiin Ench-Amar Elie Konki |
| Total                                         | 26             |                                                                             |

Bantamgewicht (bis 56 kg)
| Wettkampf                                     | Quoten- plätze | Teilnehmer                                                                            |
| --------------------------------------------- | -------------- | ------------------------------------------------------------------------------------- |
| Gastgeber                                     | 1              | Robenílson Vieira                                                                     |
| World Series of Boxing Rangliste 2014/15      | 2              | Wladimir Nikitin Mohamed Hamout                                                       |
| APB Rangliste 2014/15                         | 2              | Khedafi Djelkhir Zhang Jiawei                                                         |
| Weltmeisterschaften 2015                      | 3              | Michael Conlan Murodjon Ahmadaliyev Dsmitryj Assanau                                  |
| Olympiaqualifikationsturnier – Afrika         | 3              | Inkululeko Suntele Bilel Mhamdi Abdul Omar                                            |
| Olympiaqualifikationsturnier – Amerika        | 2              | Alberto Melián Shakur Stevenson                                                       |
| Olympiaqualifikationsturnier – Asien/Ozeanien | 3              | Shiva Thapa Chatchai Butdee Qairat Jeralijew                                          |
| Olympiaqualifikationsturnier – Europa         | 3              | Qais Ashfaq Cavid Çələbiyev Aram Awagjan                                              |
| APB- & WSB-Qualifikation 2016                 | 3              | Benson Gicharu Héctor Garcia Victor Rodríguez                                         |
| AIBA-Qualifikationsturnier 2016               | 5              | Mykola Buzenko Robeisy Ramírez Erdenebatyn Tsendbaatar Arashi Morisaka Fahem Hammachi |
| Einladung der AIBA                            | 1              | Lionel Warawara                                                                       |
| Total                                         | 28             |                                                                                       |

Leichtgewicht (bis 60 kg)
| Wettkampf                                     | Quoten- plätze | Teilnehmer                                                      |
| --------------------------------------------- | -------------- | --------------------------------------------------------------- |
| World Series of Boxing Rangliste 2014/15      | 2              | Adlan Abduraschidow Carlos Balderas                             |
| APB Rangliste 2014/15                         | 2              | Berik Äbdirachmanow Xurshid Tojiboyev                           |
| Weltmeisterschaften 2015                      | 3              | Lázaro Álvarez Albert Selimow Robson Conceição                  |
| Olympiaqualifikationsturnier – Afrika         | 3              | Reda Benbaziz Mahmoud Abdelaal Andrique Allisop                 |
| Olympiaqualifikationsturnier – Amerika        | 3              | Luis Angel Cabrera Teofimo Lopéz Ignacio Perrin                 |
| Olympiaqualifikationsturnier – Asien/Ozeanien | 3              | Dordschnjambuugiin Otgondalai Charly Suarez Daisuke Narimatsu   |
| Olympiaqualifikationsturnier – Europa         | 3              | Sofiane Oumiha Joseph Cordina David Joyce                       |
| APB- & WSB-Qualifikation 2016                 | 3              | Lindolfo Delgado Amnat Ruenroeng Carmine Tommasone              |
| AIBA-Qualifikationsturnier 2016               | 5              | Shan Jun Anwar Junussow Enrico Lacruz Lai Chun-en Hakan Erşeker |
| Einladung der AIBA                            | 1              | Thadius Katua                                                   |
| Total                                         | 28             |                                                                 |

Halbweltergewicht (bis 64 kg)
| Wettkampf                                     | Quoten- plätze | Teilnehmer                                                                        |
| --------------------------------------------- | -------------- | --------------------------------------------------------------------------------- |
| Gastgeber                                     | 1              | Joedison Teixeira                                                                 |
| World Series of Boxing Rangliste 2014/15      | 2              | Yasniel Toledo Raúl Curiel                                                        |
| APB Rangliste 2014/15                         | 2              | Artem Harutiunian Abdelkader Chadi                                                |
| Weltmeisterschaften 2015                      | 3              | Witali Dunaizew Fazliddin Gʻoibnazarov Wuttichai Masuk                            |
| Olympiaqualifikationsturnier – Afrika         | 3              | Hamza El-Barbari Jonas Junius Mahaman Smaila                                      |
| Olympiaqualifikationsturnier – Amerika        | 2              | Arthur Biyarslanov Luis Arcón                                                     |
| Olympiaqualifikationsturnier – Asien/Ozeanien | 3              | Abylaichan Schüssipow Baatarsüchiin Tschindsorig Hu Qianxun                       |
| Olympiaqualifikationsturnier – Europa         | 3              | Collazo Sotomayor Evaldas Petrauskas Batuhan Gözgeç                               |
| APB- & WSB-Qualifikation 2016                 | 3              | Thulasi Tharumalingam Howhannes Batschkow Wolodymyr Matwijtschuk                  |
| AIBA-Qualifikationsturnier 2016               | 5              | Richardson Hitchins Gary Antuanne Russell Pat McCormack Manoj Kumar Hassan Amzile |
| Einladung der AIBA                            | 1              | Obada Al-Kasbeh                                                                   |
| Total                                         | 28             |                                                                                   |

Weltergewicht (bis 69 kg)
| Wettkampf                                     | Quoten- plätze | Teilnehmer                                                                  |
| --------------------------------------------- | -------------- | --------------------------------------------------------------------------- |
| World Series of Boxing Rangliste 2014/15      | 2              | Pərviz Bağırov Steven Donnelly                                              |
| APB Rangliste 2014/15                         | 2              | Onur Şipal Andrei Samkowoi                                                  |
| Weltmeisterschaften 2015                      | 3              | Mohammed Rabii Danijar Jeleussinow Liu Wei                                  |
| Olympiaqualifikationsturnier – Afrika         | 3              | Rayton Okwiri Walid Sedik Mohamed Zohir Kedache                             |
| Olympiaqualifikationsturnier – Amerika        | 3              | Roniel Iglesias Gabriel Maestre Alberto Palmetta                            |
| Olympiaqualifikationsturnier – Asien/Ozeanien | 3              | Shaxram Gʻiyosov Sailom Adi Bjambyn Tüwschinbat                             |
| Olympiaqualifikationsturnier – Europa         | 3              | Eimantas Stanionis Vincenzo Mangiacapre Wladimir Margarjan                  |
| APB- & WSB-Qualifikation 2016                 | 3              | Juan Pablo Romero Araik Marutjan Youba Sissokho                             |
| AIBA-Qualifikationsturnier 2016               | 5              | Balázs Bácskai Pawel Kastramin Souleymane Cissokho Josh Kelly Simeon Chamov |
| Einladung der AIBA                            | 1              | Winston Hill                                                                |
| Total                                         | 28             |                                                                             |

Mittelgewicht (bis 75 kg)
| Wettkampf                                     | Quoten- plätze | Teilnehmer                                                                                 |
| --------------------------------------------- | -------------- | ------------------------------------------------------------------------------------------ |
| World Series of Boxing Rangliste 2014/15      | 2              | Tomasz Jabłoński Ilyas Abbadi                                                              |
| APB Rangliste 2014/15                         | 2              | Artjom Tschebotarjow Dmytro Mytrofanow                                                     |
| Weltmeisterschaften 2015                      | 3              | Arlen López Bektemir Meliqoʻziyev Hosam Abdin                                              |
| Olympiaqualifikationsturnier – Afrika         | 3              | Wilfried Ntsengue Merven Clair Said Harnouf                                                |
| Olympiaqualifikationsturnier – Amerika        | 3              | Misael Rodríguez Charles Conwell Jorge Vivas                                               |
| Olympiaqualifikationsturnier – Asien/Ozeanien | 3              | Schänibek Älimchanuly Zhao Minggang Daniel Lewis                                           |
| Olympiaqualifikationsturnier – Europa         | 3              | Christian M'Billi-Assomo Zoltán Harcsa Anthony Fowler                                      |
| APB- & WSB-Qualifikation 2016                 | 3              | Marlo Delgado Endry José Pinto Önder Şipal                                                 |
| AIBA-Qualifikationsturnier 2016               | 5              | Michael O’Reilly Waheed Abdul-Ridha Arslanbek Açilow Vikas Krishan Yadav Kamran Şahsuvarlı |
| Einladung der AIBA                            | 1              | Benny Muziyo                                                                               |
| Total                                         | 28             |                                                                                            |

Halbschwergewicht (bis 81 kg)
| Wettkampf                                     | Quoten- plätze | Teilnehmer                                                                   |
| --------------------------------------------- | -------------- | ---------------------------------------------------------------------------- |
| Gastgeber                                     | 1              | Michel Borges                                                                |
| World Series of Boxing Rangliste 2014/15      | 2              | Valentino Manfredonia Hrvoje Sep                                             |
| APB Rangliste 2014/15                         | 2              | Ehsan Rouzbahani Mathieu Bauderlique                                         |
| Weltmeisterschaften 2015                      | 2              | Julio César La Cruz Joe Ward                                                 |
| Olympiaqualifikationsturnier – Afrika         | 3              | Abdelhafid Benchabla Abdelrahman Salah Kennedy Katende                       |
| Olympiaqualifikationsturnier – Amerika        | 2              | Albert Ramírez Carlos Andrés Mina                                            |
| Olympiaqualifikationsturnier – Asien/Ozeanien | 3              | Ädilbek Nijasymbetow Elshod Rasulov Erkin Adylbek Uulu                       |
| Olympiaqualifikationsturnier – Europa         | 3              | Peter Müllenberg Joshua Buatsi Mehmet Ünal                                   |
| APB- & WSB-Qualifikation 2016                 | 3              | Juan Carlos Carrillo Hassan N’Dam N’Jikam Denys Solonenko                    |
| AIBA-Qualifikationsturnier 2016               | 5              | Pjotr Chamukow Teymur Məmmədov Michail Dauhaljawez Serge Michel Hassan Saada |
| Total                                         | 28             |                                                                              |

Schwergewicht (bis 91 kg)
| Wettkampf                                     | Quoten- plätze | Teilnehmer                                               |
| --------------------------------------------- | -------------- | -------------------------------------------------------- |
| World Series of Boxing Rangliste 2014/15      | 1              | Wassili Lewit                                            |
| APB Rangliste 2014/15                         | 2              | Clemente Russo David Graf                                |
| Weltmeisterschaften 2015                      | 1              | Jewgeni Tischtschenko                                    |
| Olympiaqualifikationsturnier – Afrika         | 3              | Kennedy St-Pierre Chouaib Bouloudinats Hassen Chaktami   |
| Olympiaqualifikationsturnier – Amerika        | 3              | Erislandy Savón Yamil Peralta Juan Nogueira              |
| Olympiaqualifikationsturnier – Asien/Ozeanien | 3              | Rustam Toʻlaganov Yu Fengkai Jason Whateley              |
| Olympiaqualifikationsturnier – Europa         | 3              | Lawrence Okolie Paul Omba-Biongolo Abdulqədir Abdullayev |
| APB- & WSB-Qualifikation 2016                 | 1              | Julio Castillo                                           |
| AIBA-Qualifikationsturnier 2016               | 1              | Igor Jakubowski                                          |
| Total                                         | 18             |                                                          |

Superschwergewicht (über 91 kg)
| Wettkampf                                     | Quoten- plätze | Teilnehmer                                            |
| --------------------------------------------- | -------------- | ----------------------------------------------------- |
| World Series of Boxing Rangliste 2014/15      | 1              | Filip Hrgović                                         |
| APB Rangliste 2014/15                         | 2              | Erik Pfeifer Mihai Nistor                             |
| Weltmeisterschaften 2015                      | 1              | Tony Yoka                                             |
| Olympiaqualifikationsturnier – Afrika         | 3              | Mohamed Arjaoui Efe Ajagba Davilson Morais            |
| Olympiaqualifikationsturnier – Amerika        | 3              | Nigel Paul Lenier Pero Clayton Laurent                |
| Olympiaqualifikationsturnier – Asien/Ozeanien | 3              | Iwan Dytschko Bahodir Jalolov Hussein Iashaish        |
| Olympiaqualifikationsturnier – Europa         | 3              | Joseph Joyce Məhəmmədrəsul Məcidov Ali Eren Demirezen |
| APB- & WSB-Qualifikation 2016                 | 1              | Edgar Muñoz                                           |
| AIBA-Qualifikationsturnier 2016               | 1              | Guido Vianello                                        |
| Total                                         | 18             |                                                       |

### Übersicht Quotenplätze nach NOKs
|                                    | Frauen          | Frauen          | Frauen          | Männer           | Männer           | Männer           | Männer           | Männer           | Männer           | Männer           | Männer           | Männer           | Männer            | Sportler Gesamt |
| Wettbewerb                         | Klasse 48–51 kg | Klasse 57–60 kg | Klasse 69–75 kg | Klasse bis 49 kg | Klasse bis 52 kg | Klasse bis 56 kg | Klasse bis 60 kg | Klasse bis 64 kg | Klasse bis 69 kg | Klasse bis 75 kg | Klasse bis 81 kg | Klasse bis 91 kg | Klasse über 91 kg | Sportler Gesamt |
| ---------------------------------- | --------------- | --------------- | --------------- | ---------------- | ---------------- | ---------------- | ---------------- | ---------------- | ---------------- | ---------------- | ---------------- | ---------------- | ----------------- | --------------- |
| Ägypten                            |                 |                 |                 |                  |                  |                  | X                |                  | X                | X                | X                |                  |                   | 4               |
| Algerien                           |                 |                 |                 |                  | X                | X                | X                | X                | X                | X                | X                | X                |                   | 8               |
| Amerikanische Jungferninseln       |                 |                 |                 |                  |                  |                  |                  |                  |                  |                  |                  |                  | X                 | 1               |
| Aserbaidschan                      |                 | X               |                 | X                | X                | X                | X                | X                | X                | X                | X                | X                | X                 | 11              |
| Argentinien                        |                 |                 |                 | X                | X                | X                | X                | X                | X                |                  |                  | X                |                   | 7               |
| Armenien                           |                 |                 |                 | X                | X                | X                |                  | X                | X                |                  |                  |                  |                   | 5               |
| Australien                         |                 | X               |                 |                  |                  |                  |                  |                  |                  | X                |                  | X                |                   | 3               |
| Brasilien                          |                 | X               | X               | X                | X                | X                | X                | X                |                  |                  | X                | X                |                   | 9               |
| Bulgarien                          | X               |                 |                 |                  | X                |                  |                  |                  | X                |                  |                  |                  |                   | 3               |
| China                              | X               | X               | X               | X                | X                | X                | X                | X                | X                | X                |                  | X                |                   | 11              |
| Chinesisch Taipeh                  |                 |                 | X               |                  |                  |                  | X                |                  |                  |                  |                  |                  |                   | 2               |
| Deutschland                        |                 |                 |                 |                  | X                |                  |                  | X                | X                |                  | X                | X                | X                 | 6               |
| Dominikanische Republik            |                 |                 |                 |                  | X                | X                |                  |                  |                  |                  |                  |                  |                   | 2               |
| Ecuador                            |                 |                 |                 | X                |                  |                  |                  |                  |                  | X                | X                | X                |                   | 4               |
| Finnland                           |                 | X               |                 |                  |                  |                  |                  |                  |                  |                  |                  |                  |                   | 1               |
| Frankreich                         | X               | X               |                 |                  | X                | X                | X                | X                | X                | X                | X                | X                | X                 | 11              |
| Ghana                              |                 |                 |                 |                  |                  | X                |                  |                  |                  |                  |                  |                  |                   | 1               |
| Haiti                              |                 |                 |                 |                  |                  |                  | X                |                  |                  |                  |                  |                  |                   | 1               |
| Honduras                           |                 |                 |                 |                  |                  |                  | X                |                  |                  |                  |                  |                  |                   | 1               |
| Indien                             |                 |                 |                 |                  |                  | X                |                  | X                |                  | X                |                  |                  |                   | 3               |
| Irak                               |                 |                 |                 |                  |                  |                  |                  |                  |                  | X                |                  |                  |                   | 1               |
| Iran                               |                 |                 |                 |                  |                  |                  |                  |                  |                  |                  | X                |                  |                   | 1               |
| Irland                             |                 | X               |                 | X                | X                | X                | X                |                  | X                | X                | X                |                  |                   | 8               |
| Italien                            |                 | X               |                 | X                |                  |                  | X                |                  | X                |                  | X                | X                | X                 | 7               |
| Japan                              |                 |                 |                 |                  |                  | X                | X                |                  |                  |                  |                  |                  |                   | 2               |
| Jordanien                          |                 |                 |                 |                  |                  |                  |                  |                  |                  |                  |                  |                  | X                 | 1               |
| Kamerun                            |                 |                 |                 | X                |                  |                  |                  | X                |                  | X                | X                |                  |                   | 4               |
| Kanada                             | X               |                 | X               |                  |                  |                  |                  | X                |                  |                  |                  |                  |                   | 3               |
| Kap Verde                          |                 |                 |                 |                  |                  |                  |                  |                  |                  |                  |                  |                  | X                 | 1               |
| Kasachstan                         | X               |                 | X               | X                | X                | X                | X                | X                | X                | X                | X                | X                | X                 | 12              |
| Katar                              |                 |                 |                 |                  |                  |                  | X                | X                |                  |                  |                  |                  |                   | 2               |
| Kenia                              |                 |                 |                 | X                |                  | X                |                  |                  | X                |                  |                  |                  |                   | 3               |
| Kirgisistan                        |                 |                 |                 |                  |                  |                  |                  |                  |                  |                  | X                |                  |                   | 1               |
| Kolumbien                          | X               |                 |                 | X                | X                |                  |                  |                  |                  | X                | X                |                  |                   | 5               |
| Kroatien                           |                 |                 |                 |                  |                  |                  |                  |                  |                  |                  | X                |                  | X                 | 2               |
| Kuba                               |                 |                 |                 | X                | X                | X                | X                | X                | X                | X                | X                | X                | X                 | 10              |
| Lesotho                            |                 |                 |                 |                  | X                | X                |                  |                  |                  |                  |                  |                  |                   | 2               |
| Litauen                            |                 |                 |                 |                  |                  |                  |                  | X                | X                |                  |                  |                  |                   | 2               |
| Marokko                            | X               | X               | X               |                  | X                | X                |                  | X                | X                | X                | X                |                  | X                 | 10              |
| Mauritius                          |                 |                 |                 |                  |                  |                  |                  |                  |                  | X                |                  | X                |                   | 2               |
| Mexiko                             |                 |                 |                 | X                | X                |                  | X                | X                | X                | X                |                  |                  |                   | 6               |
| Föderierte Staaten von Mikronesien |                 | X               |                 |                  |                  |                  |                  |                  |                  |                  |                  |                  |                   | 1               |
| Mongolei                           |                 |                 |                 | X                | X                | X                | X                | X                | X                |                  |                  |                  |                   | 6               |
| Namibia                            |                 |                 |                 | X                |                  |                  |                  | X                |                  |                  |                  |                  |                   | 2               |
| Niederlande                        |                 |                 | X               |                  |                  |                  | X                |                  |                  |                  | X                |                  |                   | 3               |
| Nigeria                            |                 |                 |                 |                  |                  |                  |                  |                  |                  | X                |                  |                  |                   | 1               |
| Panama                             |                 |                 | X               |                  |                  |                  |                  |                  |                  |                  |                  |                  |                   | 1               |
| Philippinen                        |                 |                 |                 | X                |                  |                  | X                |                  |                  |                  |                  |                  |                   | 2               |
| Polen                              |                 |                 |                 |                  |                  |                  |                  |                  |                  | X                |                  | X                |                   | 2               |
| Puerto Rico                        |                 |                 |                 |                  | X                |                  |                  |                  |                  |                  |                  |                  |                   | 1               |
| Rumänien                           |                 |                 |                 |                  |                  |                  |                  |                  |                  |                  |                  |                  | X                 | 1               |
| Russland                           |                 | X               | X               | X                | X                | X                | X                | X                | X                | X                | X                | X                |                   | 11              |
| Seychellen                         |                 |                 |                 |                  |                  |                  | X                |                  |                  |                  |                  |                  |                   | 1               |
| Südafrika                          |                 |                 |                 | X                | X                |                  |                  |                  |                  |                  |                  |                  |                   | 2               |
| Schweden                           |                 |                 | X               |                  |                  |                  |                  |                  |                  |                  |                  |                  |                   | 1               |
| Spanien                            |                 |                 |                 | X                |                  |                  |                  |                  | X                |                  |                  |                  |                   | 2               |
| Tadschikistan                      |                 |                 |                 |                  |                  |                  | X                |                  |                  |                  |                  |                  |                   | 1               |
| Thailand                           | X               |                 |                 |                  |                  | X                | X                | X                | X                |                  |                  |                  |                   | 5               |
| Trinidad und Tobago                |                 |                 |                 |                  |                  |                  |                  |                  |                  |                  |                  |                  | X                 | 1               |
| Tunesien                           |                 |                 |                 |                  |                  | X                |                  |                  |                  |                  |                  | X                |                   | 2               |
| Türkei                             |                 |                 |                 |                  | X                |                  |                  | X                | X                | X                | X                |                  | X                 | 6               |
| Turkmenistan                       |                 |                 |                 |                  |                  |                  |                  |                  |                  | X                |                  |                  |                   | 1               |
| Uganda                             |                 |                 |                 |                  | X                |                  |                  |                  |                  |                  | X                |                  |                   | 2               |
| Ukraine                            | X               |                 |                 |                  |                  | X                |                  | X                |                  | X                | X                |                  |                   | 5               |
| Ungarn                             |                 |                 |                 |                  |                  |                  |                  |                  | X                | X                |                  |                  |                   | 2               |
| Usbekistan                         | X               |                 |                 | X                | X                | X                | X                | X                | X                | X                | X                | X                | X                 | 11              |
| Venezuela                          |                 |                 |                 |                  | X                | X                | X                | X                | X                | X                | X                |                  | X                 | 8               |
| Vereinigte Staaten                 |                 | X               | X               | X                | X                | X                | X                | X                |                  | X                |                  |                  |                   | 8               |
| Vereinigtes Königreich             | X               |                 | X               | X                | X                | X                | X                | X                | X                | X                | X                | X                | X                 | 12              |
| Belarus                            |                 |                 |                 |                  |                  | X                |                  |                  | X                |                  | X                |                  |                   | 3               |
| Zentralafrikanische Republik       | X               |                 |                 |                  |                  |                  |                  |                  |                  |                  |                  |                  |                   | 1               |
| Quotenplätze Gesamt                | 12              | 12              | 12              | 22               | 26               | 27               | 27               | 27               | 27               | 27               | 26               | 18               | 18                | 281             |

## Skandale und Entscheidungen
Der irische Mittelgewichtler Michael O’Reilly wurde als erster Athlet der Olympischen Spiele positiv auf Doping getestet und daraufhin von den Spielen ausgeschlossen. Der für Rio qualifizierte Türke Adem Kılıççı war bereits vor der Abreise zu den Spielen wegen eines länger zurückliegenden Dopingvergehens aus dem Jahr 2012 von den Spielen disqualifiziert worden, für ihn wurde im Mittelgewicht Önder Şipal nachnominiert.
Einen Tag vor seinem ersten Kampf wurde der marokkanische Halbschwergewichtler Hassan Saada festgenommen und inhaftiert, da er zwei brasilianische Zimmermädchen im Olympiadorf sexuell belästigt haben soll. Er konnte daher nicht zu seinem Duell gegen Mehmet Nadir Ünal antreten und schied kampflos aus den Spielen aus. Er wurde erst nach sechs Tagen enthaftet. Ebenfalls wegen sexueller Belästigung einer Brasilianerin im Olympiadorf inhaftiert wurde der namibische Boxer und Flaggenträger Jonas Junias Jonas. Dieser wurde jedoch vor seinem ersten Kampf freigelassen, den er gegen den Franzosen Hassan Amzile verlor.
Ebenfalls zu einem frühzeitigen Aus kam es für den Italiener Vincenzo Mangiacapre, der aufgrund eines im Vorrundenkampfes gegen Juan Pablo Romero erlittenen Jochbeinbruches nicht zu seinem Achtelfinalkampf gegen Gabriel Maestre antreten konnte. Zuvor war bereits dem Mexikaner Raúl Curiel aus gesundheitlichen Gründen noch vor seinem ersten Kampf eine Teilnahme verweigert worden.
Im Schwergewichtsfinale zwischen dem Russen Jewgeni Tischtschenko und dem Kasachen Wassili Lewit kam es zu einem 3:0-Sieg des Russen, obwohl Lewit den Kampf aus Sicht anwesender Sportreporter und Zuschauer klar dominiert hatte. Sportmoderator Sigi Bergmann sprach von einem olympischen Skandal. Tischtschenkos Ringecke hatte vor der Ergebnisbekanntgabe sogar noch Lewit zum vermeintlichen Sieg gratuliert. Die anschließende Siegerehrung war von lauten Pfiffen der Zuschauer überschattet. Einen weiteren umstrittenen Ausgang nahm der Viertelfinalkampf zwischen dem Russen Wladimir Nikitin und dem Iren Michael Conlan, als der schwer gezeichnete Nikitin zum 3:0-Sieger erklärt wurde. Aufgrund dieser beiden Entscheidungen wurden laut Rundfunkanstalt BBC sechs Punktrichter suspendiert.
Der Boxverband AIBA beauftragte nach 2020 den Sportrechtler Richard McLaren mit der Aufklärung der Boxwettkämpfe der olympischen Wettbewerbe von 2016. Dieser bestätigte Manipulationen: So hätten „die Ring- und Punktrichter am Morgen vor einem Kampftag gesagt bekommen, wer einen Kampf gewinnen solle.“